# Теофорные имена
Теофо́рные имена́ (от греч. θεός — «бог» и φορός — «несущий») — личные имена людей, включающие в себя имя бога (богов) или божественный эпитет.

## Русские теофорные имена
Русские теофорные имена древнегреческого происхождения
- частые:  Артём (от ср.-гр. «Артемиос»), Дмитрий (от ср.-гр. «Димитриос»), Денис (от ср.-гр.  «Дионисиос»);
- редкие:  Аполлоний (от ср.-гр. «Аполлониос»), Асклипиодот (от ср.-гр. «Асклиопиодотос»), Афиноген (от ср.-гр. «Афиногенис»), Афинодор (от ср.-гр. «Афинодорос»), Диодор (от ср.-гр. «Диодорос»), Диодот (от ср.-гр. «Диодотос»), Диомид (от ср.-гр. «Диомидис»), Ермий (от ср.-гр. «Эрмиас»), Ермоген (от ср.-гр. «Эрмогенис»), Ермократ (от ср.-гр. «Эрмократис»), Ермолай (от ср.-гр. «Эрмолаос»), Зиновий (от ср.-гр. «Зиновиос»), Илиодор (от ср.-гр. «Илиодорос»), Исидор (от ср.-гр. «Исидорос»);

Русские теофорные имена древнееврейского происхождения
- частые: Гавриил (от евр. «Габриэль»), Даниил (от евр. «Данийэль»), Захар (от евр. «Зехарья»), Илья (от евр. «Элияху»), Иван (от евр. «Йоханан»), Михаил (от евр. «Михаэль»);
- редкие: Авдий (от евр. Обадьяху), Азария (от евр. «»Азарья), Анания (от евр. «»Хананья), Ахия, Варахиил, Варахий, Елеазар, Елисей (от евр. «Элиша»), Иегудиил, Иезекииль (от евр. «Йехезкель»), Иеремиил, Иеремия (от евр. «Йирмияху»), Иоаким, Иоасаф (от «Йехошафат»), Иоиль (от ерв. «Йоэль»), Исаия (от евр. «Йешайяху»), Исмаил (от евр. «Йишмаэль»), Малахия, Мануил, Матфей и Матфий (от евр. «Маттитьяху»), Михей, Рафаил (от евр. «Рефаэль»), Самей, Самуил, Селафиил.

Русские теофорные имена латинского происхождения
Аполлинарий, Марсалий, Меркурий, Сатурнин, Януарий.
Русские дериваты древневавилонских теофорных имён
Асархаддон («Ашшур даровал брата»), Навуходоносор («Набу, защити старшего сына»), Набопаласар («Набу наследника храни»), Набонид («Набу возвысил (царя)»), Синаххериб («Син возместил (смерть) братьев»).

## Древнеегипетские
Джедефра («упрочил себя Ра»), Хафра («Ра в своей славе»), Менкаура («утверждающий духов »), Сахура («Прибытие Ра ко мне»), Шепсескара («благородная душа Ра»), Неферефра («он прекрасен, как Ра»), Ниусерра («обладающий властью Ра»), Менкаухор («крепкий душами Хора»), Усеркара («душа Ра сильна»), Меренра («возлюбленный Ра»), Неферкара («с прекрасной душой Ра»), Джедкара II («стабильная душа Ра»), Меренхор («любимый Хором»), Неферкамин («прекрасна душа Мина»), Никара («тот кому пренадлежит душа Ра»), Неферкахор («прекрасна душа Хора»), Нефериркара («прекрасное явление души Ра»), Уаджкара («процветающий душою Ра»), Сехемкара («мощь души Ра»), Ментухотеп («Монту умиротворён»), Аменемхет («Амон перед ним»).

## Ассиро-вавилонские
Адад-апла-иддин («Адад даровал наследника»), Ашшур-аха-иддин («Ашшур даровал брата»), Ашшур-бан-апал («Ашшур — создатель наследника»), Ашшур-надин-аххе («Ашшур дающий братьев»), Адад-шум-уцур («Адад потомство храни»), Адад-шум-иддин («Адад имя дал»), Ашшур-надин-шуми («Ашшур даровал потомство»), Забаба-шум-иддин («Забаба имя дал»), Мардук-закир-шуми («Мардук назвал имя»), Мардук-апла-иддин («Мардук наследника дал»), Мардук-надин-аххе («Мардук даровал брата»), Мардук-аххе-эриба («Мардук братьев приумножил»), Набу-апла-иддин («Набу даровал наследника»), Набу-апла-уцур («Набу наследника храни»), Набу-кудурри-уцур («Набу, защити старшего сына»), Набу-мукин-зери («Набу упрочил семя»), Набу-мукин-апли («Набу упрочил наследника»), Нинурта-кудурри-уцур («Нинурта границы храни»), Нинурта-надин-шуми («Нинурта дающий потомство»), Шамаш-шум-укин («Шамаш упрочил потомство»), Эллиль-надин-апли («Эллиль даровал наследника»), Эллиль-надин-аххе («Эллиль дал брата»), Эллиль-надин-шуми («Эллиль потомство дал»).

## Древнееврейские
Обадьяху («слуга Яхве), Адония («Господь – Яхве»), Азарья («Яхве помог»), Амация («сила Яхве»), Хананья («Яхве возвысил»), Бенаяху («Яхве породил»), Бетуэль («дом Эля»), Габриэль («воин Эля»), Гамалиэль («награда Эля»), Отниэль («лев Эля»), Данийэль («судья Эля»), Элеазар («помощь Эля»), Элиэзер («помощь Эля»), Элиша («спасение Эля») , Иммнуэль («с нами Эль»), Зехарья («воспоминание Яхве»), Зебадья («дар Яхве»), Йедидья («любимец Яхве»), Йехезкель («Эль сделает сильным»), Йирмияху («Яхве вознгёс»), Йишмаэль («Эль услышит»), Йисраэль («борющийся с Элем»), Йехошуа («Яхве спасёт»), Йешуа («Яхве спасёт»), Элияху («Яхве – Эль»), Йоханан («милость Яхве»), Йотам («Яхве совершенен»), Йоахаз («Яхве захватил»), Йоэль («Эль – Яхве»), Йехонатан («дар Яхве»), Йехорам («Яхве высок»), Йехошафат («суффет Яхве»), Йосеф («Яхве умножит»), Йошияху («Яхве исцеляет»), Йешайяху («Яхве спас»), Йехуда («хвала Яхве»), Маттитьяху («дар Яхве»), Мишаэль («принадлежащий Элю»), Михаил («равный Элю»), Натаньэль («дар Эля»), Нехемья («утешение Яхве»), Уззияху («сила Яхве»), Ахазьяху («Яхве захватил»), Реуэль («друг Эля»), Рефаэль («Эль исцелил»), Цедкияху («праведность Яхве»), Цефанья («Яхве укрывает»), Тобияху («доброта Яхве»), Уриэль («свет Эля»), Урия («свет Яхве»).

## Древнефиникийские
Якинэль, Интеэль, Абимилки, Абибаал, Абдастарт, Агбаал, Адрамелех, Азибаал, Азимилк, Арибаал, Баалезор, Баалрам, Баалмелек, Баалшалим, Бодастарт, Элибаал, Закарбаал, Метастарт, Милкиасап, Милькирам, Йатанмилк, Итобаал, Йакинбаал, Йехимилк, Йехарбаал, Йефавмилк, Мербаал, Мут-баал, Палтибаал, Урумилк, Шипитбаал, Эниэл.

## Древнегреческие
Аполлодорос («дар Аполлона»), Аполлодотос («дар Аполлона»), Аполлониос («апполонов»), Аполлофанес («явленный Аполлоном»), Артемиос («артемидин»), Асклипиодотос («дар Асклепия»), Атенеос («афинин»), Атенагорас («агор Афины»), Атеногенес («рождённый Афиной»), Атенодорос («дар Афины»), Гелиодорос («дар Гелиоса»), Гераклес («славящий Геру»), Геродорос («дар Геры»), Геродотос («дар Геры»), Гелиоклес («славящий Гелиоса»), Гермиас («гермесов»), Гермогенес («рождённый Гермесом»), Гермократес («власть Гермеса»), Гермолаос («человек Гермеса»), Гермагорас («агор Гермеса»), Гермиппос («конь Гермеса»), Деметриос («деметрин»), Диогенес («рождённый Дием»), Диоклес («славящий Дия»), Диодорос («дар Дия»), Диодотос («дар Дия»), Диомедес («мысль Дия»), Дионисиос («дионисов»), Зинобиос («жизнь Зевса»), Зенодорос («дар Зевса»), Зенодотос («дар Зевса»), Исидорос («дар Исиды»), Олимпиос, Олимпиодорос («дар олимпийцев»), Посидониос («посейдонов»), Теодорос («дар божества»), Теодотос («дар Божества»), Теокритос («судья божества»), Теофанес («явленный божеством»), Теофилос («друг божества»).

## Древнескандинавские
Ингебьёрн («медведь Ингви»), Ингемунд («защита Ингви»), Ингмар («слава Ингви»), Ингольф («волк Ингви»), Ингвальд («власть Ингви»), Ингвар («защитник Ингви»), Ингвин («друг Ингви»), Торальф («эльф Тора»), Торбьёрн («медведь Тора»), Торд («мир Тора»), Торфинн («лопарь Тора»), Торгер («копьё Тора»), Торгню («гром Тора»), Торгрим («маска Тора»), Торкель («шлем Тора»), Торольф («волк Тора»), Торстен («камень Тора»), Торвальд («власть Тора»), Торвид («лес Тора»), Трульс («залог Тора»).